# Liste der Mitglieder der Abgeordneten-Versammlung des Herzogtums Gotha (1850–1852)
Diese Liste nennt die Mitglieder des Gothaer Landtags (Abgeordneten-Versammlung des Herzogthums Gotha) in seiner Wahlperiode 1850–1852.
| Name                             | Stand                            | Ort             | Anmerkung                       |
| -------------------------------- | -------------------------------- | --------------- | ------------------------------- |
| Albert Döll                      | Schneidermeister                 | Gotha           |                                 |
| Thankmar Bieber                  | Bürgermeister                    | Gotha           |                                 |
| Dr. Hermann Theodor Kühne        | Lehrer                           | Gotha           |                                 |
| Carl Heinrich Mälzer             | Amtsadvokat                      | Gotha           |                                 |
| Ernst Moritz Karl Brückner       | Justizamtmann                    | Ohrdruf         |                                 |
| August Trostbach                 | Diaconus                         | Waltershausen   |                                 |
| Carl Jusatz                      | Senator und Kupferschmiedmeister | Gotha           |                                 |
| Heinrich Ernst Wilhelm Laurentii | Amtsdirigent                     | Volkenrode      |                                 |
| Albert Sterzing                  | Amtsaktuar                       | Liebenstein     | Stellvertretender Schriftführer |
| Christian Wilhelm Credner        | Pfarrer                          | Wölfis          |                                 |
| Friedrich Gottlieb Becker        | Buchhändler                      | Gotha           | Präsident                       |
| Heinrich Kobstedt                | Rentamtscommissair               | Georgenthal     |                                 |
| Carl Ritz                        | Advokat-Licentiat                | Ohrdruf         |                                 |
| Dr. Friedrich Henneberg          | Amtsadvokat                      | Gotha           |                                 |
| Lux                              | Forstsekretär                    | Gotha           |                                 |
| Friedrich Wilhelm Regel          | Justizamtmann                    | Waltershausen   | Stellvertretender Präsident     |
| Sauerteig                        | Landwirt                         | Mechterstädt    |                                 |
| Eduard Feder                     | Amtscommissär                    | Friedrichswerth |                                 |
| Franz Buddeus                    | Ökonomierat                      | Goldbach        |                                 |
| Friedrich Leopold von Küttner    | Commissionsrat                   | Döllstedt       |                                 |
| Dr. Ludwig Koch                  | Schullehrer                      | Burgtonna       |                                 |
| Ausfeld                          | Amtskommissar                    | Tonna           | Schriftführer                   |
| Küttner                          | Schultheiß                       | Günthersleben   |                                 |
| Carl Ausfeld                     | Advokat-Licentiat                | Ichtershausen   |                                 |
| Müller                           | Schultheiß                       | Ingersleben     |                                 |